# آندراش توت
آندراش توت (مجاری: András Tóth؛ زادهٔ ۵ سپتامبر ۱۹۴۹) بازیکن فوتبال اهل مجارستان بود.
از باشگاه‌هایی که در آن بازی کرده‌است می‌توان به باشگاه فوتبال اویپشت، باشگاه فوتبال لیرسه، و باشگاه فوتبال ام‌تی‌کی بوداپست اشاره کرد.
وی همچنین در تیم ملی فوتبال مجارستان بازی کرده‌است.